# Infanteri
Infanteri (fra spansk infantes for 'unge adelige' fra latin infans for 'lille barn') er soldater, som primært kæmper til fods med lettere våben. De kan nå slagmarken til fods, til hest, med skib, på ski, med køretøjer, fly eller helikopter.
Som følge af den militærtekniske udvikling har de fleste lande omdøbt deres infanteri og opdelt det.  I Danmark kaldes infanteriet og pansertropperne for kamptropperne, der har motoriserede styrker og panserstyrker. 